# Parafia św. Barbary w Stoszowicach
Parafia św. Barbary w Stoszowicach znajduje się w dekanacie Ząbkowice Śląskie-Południe w diecezji świdnickiej. Była erygowana w XIII w. Jej administratorem jest ks. Marian Maluk.